# سیارک ۱۰۹۰۸
سیارک ۱۰۹۰۸ (به انگلیسی: 10908 Kallestroetzel، نامگذاری:1997XH9) ده هزار و نهصد و هشتمین سیارک کشف شده‌است که در ۷ دسامبر ۱۹۹۷ کشف شد.
قدر مطلق سیارک برابر ۳۰.۹ است.